# Calle Mayor de Triana
La Calle Mayor de Triana es la calle principal del barrio de Triana, en la ciudad de Las Palmas de Gran Canaria (España). Actualmente es una de las más importantes zonas comerciales de la ciudad.

## Reseña histórica
Triana surge como prolongación hacia el norte del primer asentamiento del Real de Las Palmas situado al sur del barranco de Guiniguada en el siglo XV. La abundancia de sevillanos entre los conquistadores y el paralelismo con la ciudad de Sevilla también dividida por el Guadalquivir, son los que dan el nombre al nuevo barrio y por tanto a su calle más importante.
A mediados del siglo XVI la calle se alargaba hasta la muralla de Las Palmas, que cerraba la ciudad por el norte y fue ocupada por numerosas vendedoras ambulantes o treceneras.

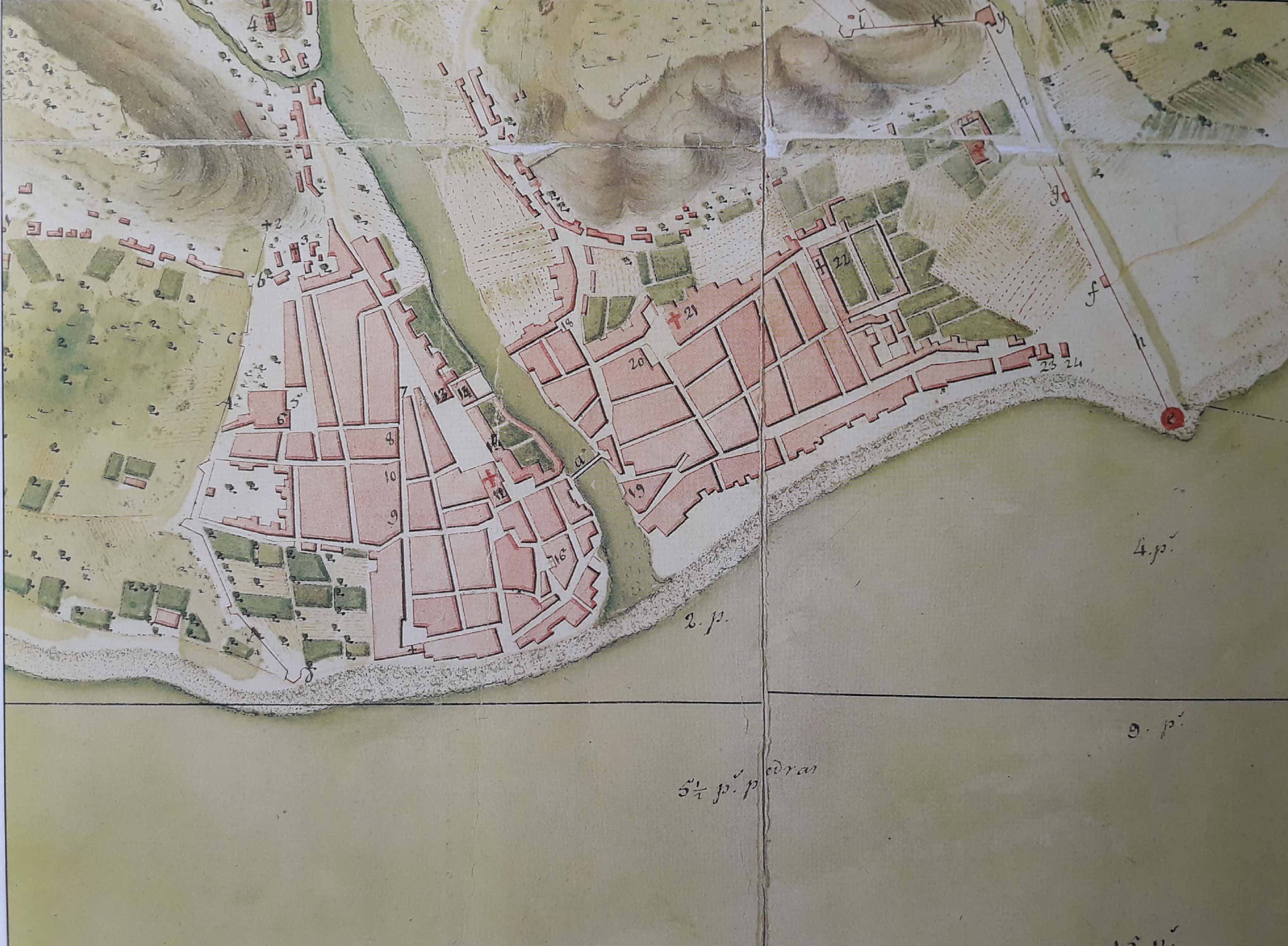
Plano de la ciudad de Las Palmas de 1792 por Luis Marquell. Triana a la derecha

La presencia del Puerto de Las Palmas también dio la condición a Triana de barrio marinero, que fue perdiendo tras la construcción del Puerto de La Luz y de Las Palmas en la Isleta a principios del siglo XX. Hoy lo único que ha quedado para el recuerdo de su ambiente marinero es la Ermita de San Telmo, (en el extremo norte de la calle) originariamente erigida a principios del siglo XVI, destruida por Van der Does y reconstruida en siglo XVIII.
Desde los años 1980 la calle es peatonal, pero anteriormente era una vía de comunicación fundamental para recorrer la ciudad de sur a norte, incluyendo trenes y tranvías que desde finales del XIX hasta 1937 comunicaban el Puerto de la Luz con el casco antiguo de la ciudad.

## Recorrido
La Calle Mayor de Triana, se inicia en el barranco de Guiniguada, actualmente cubierto por la GC-110, justo donde se encontraba el conocido como Puente de Palo que la unía con el barrio de Vegueta. Se prolonga paralela a la costa hasta el Parque de San Telmo, donde, hasta el siglo XIX, acababa la zona urbana de la ciudad. 
Actualmente el parque se ha convertido en la confluencia de Triana con otras dos arterias fundamentales de la urbe como son las calles Bravo Murillo (perpendicular) y León y Castillo, que prolonga el recorrido desde Triana hasta el parque Santa Catalina en el extremo norte de Las Palmas de Gran Canaria.

## Arquitectura

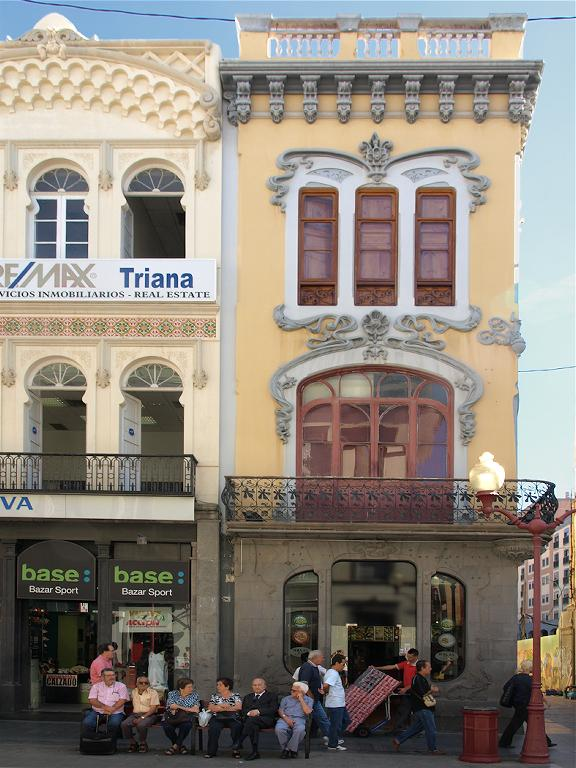
Fachada modernista en la Calle Mayor de Triana.

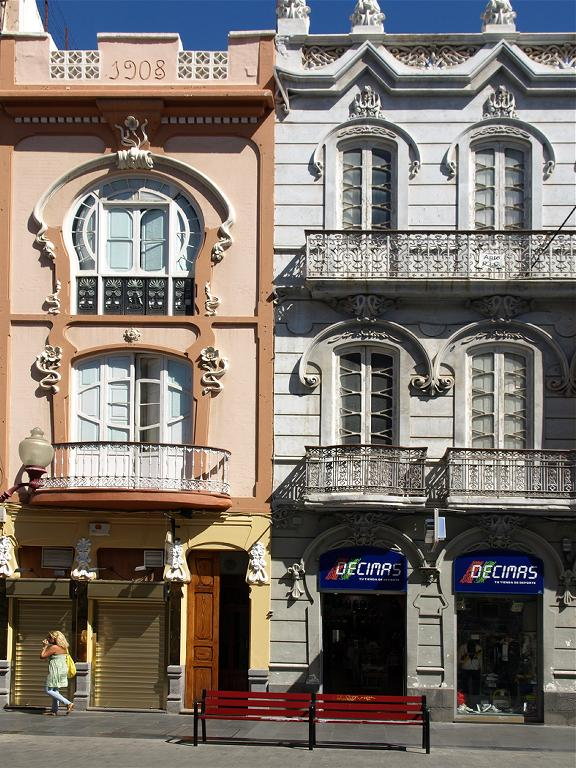
Fachada modernista.

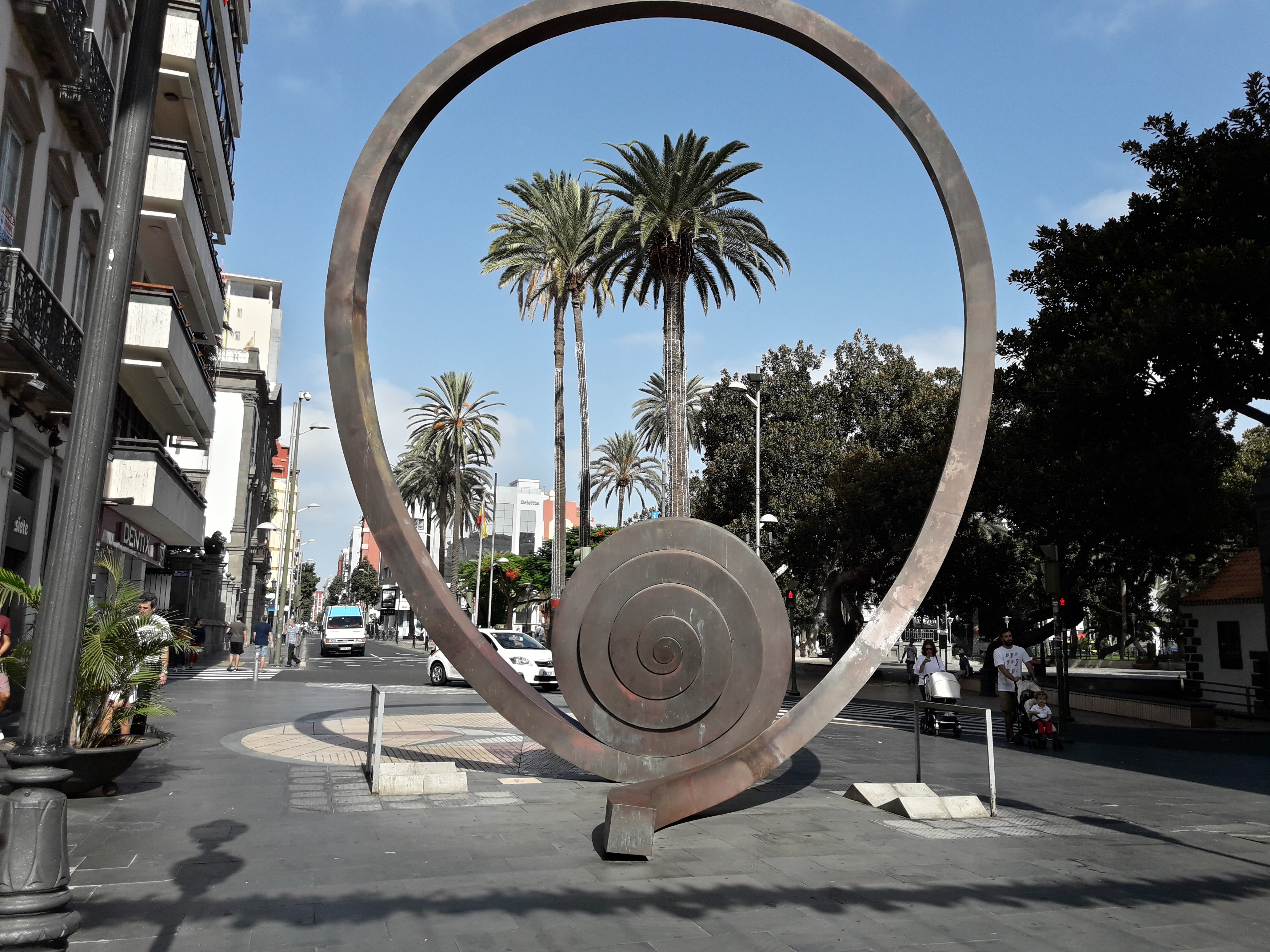
Escultura de Martín Chirino en la confluencia con el parque de San Telmo.

En el siglo XIX, empiezan a aparecer en el barrio de homónimo diferentes tipologías arquitectónicas como teatros, alamedas y paseos, concebidas para atender las inquietudes sociales de la burguesía residente en el banco, enriquecida gracias a las actividades agrarias y comerciales. Las desamortizaciones decimonónicas propiciaron la privatización y venta de los tres conventos establecidos en Triana, con sus huertas y dependencias respectivas, dando lugar a la creación de nuevas calles, plazas, viviendas y edificaciones públicas, entre ellas la Calle Mayor.
A partir del último tercio del XIX, se levantaron en ambos extremos de la calle dos construcciones fundamentales en su fisonomía: el Gobierno Militar en la confluencia de la calle de Triana con el llamado paseo de los Castillos (ahora Bravo Murillo) y el Teatro Pérez Galdós. Se atendió, de igual forma, a la alineación de las principales vías, especialmente de la Calle Mayor de Triana.
A principios del siglo XX, la arquitectura modernista configuró un tipo de edificación muy característica en el barrio. Muchas de las familias acomodadas que residían en Triana acometieron la empresa de renovar y embellecer sus viviendas como un signo de distinción social. Encontramos muchas de estas decorativas fachadas en la calle Mayor de Triana y sus perpendiculares.
La arquitectura racionalista de los años 1920 y 1930, propició la construcción de otro de los edificios emblemáticos cercanos a la calle de Triana, como fue la sede del Cabildo Insular de Gran Canaria, obra de Miguel Martín-Fernández de la Torre, en la esquina de las calles Bravo Murillo y Pérez Galdós, sobre un solar en el que anteriormente se celebraban peleas de gallos.
Por otra parte, también el progreso técnico e industrial llegó al barrio trianero, especialmente en lo que a sus calles y plazas se refiere. El antiguo alumbrado de farolas de aceite y de petróleo fue dando paso a la iluminación eléctrica.

## Zona comercial de Triana
En 2013 la zona de Triana (Asociación de Empresarios Zona Triana) recibe el Premio Nacional a Centros Comerciales Abiertos, que se otorga por la dirección general de Comercio Interior del Ministerio de Economía y Competitividad de España, destinado a galardonar el asociacionismo comercial orientado a la promoción de Centros Comerciales Abiertos (CCA). otra de las Asociaciones con antigüedad es la de Triana Siglo XXI. Además se encuentra la Federación Empresarial Vegueta-Triana (FEVETRIANA), que aglutina las asociaciones de Vegueta y Triana.

## Personajes
Dentro de los personajes destacados en la vida cultural y artística de la ciudad, debemos reseñar como residentes en Triana los nombres del literato universal Benito Pérez Galdós y del poeta Tomás Morales Castellano. Asimismo, no debemos dejar de referimos a la imagen que algunos pintores canarios nos han legado de determinadas partes del barrio, como es el caso de José Comas Quesada, Nicolás Massieu o Juan Betancor.